# Seventeen (gruppo musicale)
I Seventeen (세븐틴?, SebeuntinLR; reso graficamente SEVENTEEN o SVT) sono un gruppo kpop formatisi a Seul nel 2015 sotto la etichetta discografica Pledis Entertainment. Il gruppo è composto da 13 membri: S.Coups, Jeonghan, Joshua, Jun, Hoshi, Wonwoo, Woozi, DK, Mingyu, The8, Seungkwan, Vernon e Dino. Il gruppo si esibisce come un unico gruppo, mentre alle volte i membri sono divisi in tre sotto unità, ognuna con una diversa area di specializzazione: 'Hip-Hop Team', 'Vocal Team' e 'Performance Team'.
Dal loro debutto, i Seventeen hanno pubblicato tre album in studio e dieci EP. I Seventeen sono considerati un gruppo idol "auto-produttore", con i membri coinvolti attivamente nel songwriting, nella coreografia e in altri aspetti della loro musica e performance.

## Storia
Il nome "Seventeen" è stato progettato come "13 membri, 3 unità e 1 squadra", questi rappresentano i 13 singoli membri divisi in 3 diverse unità (hip-hop, vocale e performance) che si riuniscono per formare un unico gruppo.

### 2013-2015: Formazione e primi anni
A partire dal 2013, i Seventeen sono apparsi in una trasmissione live show chiamata Seventeen TV sulla piattaforma di streaming online Ustream. Lo spettacolo ha avuto più stagioni in cui i training sono stati introdotti e hanno messo i loro talenti in pratica, con alcune stagioni che terminavano con dei concerti chiamati Like Seventeen. Prima del debutto, i Seventeen sono apparsi anche nel reality show Seventeen Project: Big Debut Plan, trasmesso su MBC tra il 2 e il 26 maggio 2015. Lo spettacolo si è concluso con il debutto del gruppo.
I Seventeen hanno debuttato il 26 maggio con una live showcase trasmessa da MBC. Sono stati il primo gruppo K-pop maschile a debuttare con un live show di un'ora su un importante canale televisivo, con i compagni di etichetta Lizzy e Raina come presentatrici.
Tre giorni dopo, il loro primo EP 17 Carat è stato pubblicato in formato digitale. 17 Carat è diventato l'album K-pop più longevo dell'anno negli Stati Uniti ed è stato l'unico album esordiente ad apparire nella classifica "10 Best K-Pop Albums of 2015" di Billboard.
Il 10 settembre è stato pubblicato il loro secondo EP Boys Be, che sarebbe poi diventato l'album più venduto del 2015. Il successo dell'album è valso i premi del gruppo ai Golden Disk Awards, ai Seoul Music Awards e ai Gaon Chart K-Pop Awards. I Seventeen sono stati anche l'unico gruppo k-pop nella lista di Billboard "21 Under 21 2015: Music’s Hottest Young Stars".
I Seventeen hanno tenuto una serie di concerti dal titolo 2015 Like Seventeen - Boys Wish dal 24 al 26 dicembre come celebrazione di fine anno a Seoul. Dopo il successo dei concerti, i Seventeen hanno tenuto due concerti correlati nel febbraio 2016, dal titolo Like Seventeen - Boys Wish Encore Concert.

### 2016-2018: Primo album in studio, prima vittoria, Tour e popolarità crescente
Il primo album in studio dei Seventeen, Love & Letter, è stato pubblicato il 25 aprile 2016. Oltre al successo nelle classifiche nazionali, l'album entrò nella Oricon Weekly Pop Album Chart in Giappone. I Seventeen hanno ricevuto la loro prima vittoria in uno show musicale della MBC "Show Champion" con il singolo principale dell'album "Pretty U". Love & Letter è stato successivamente ripubblicato come versione riconfezionata il 4 luglio insieme al singolo principale "Very Nice".
Le promozioni sono state immediatamente seguite dal 1º Asia Tour 2016 Shining Diamonds dei Seventeen, che comprendeva sedi in Corea del Sud, Giappone, Singapore, Indonesia, Australia e Cina. Il 5 dicembre il gruppo pubblica il suo terzo EP Going Seventeen.
I Seventeen hanno tenuto sei concerti in Giappone tra il 15 e il 24 febbraio con il nome di 17 Japan Concert: Say The Name #Seventeen. I concerti hanno attirato un totale di 50.000 spettatori nonostante il gruppo non abbia debuttato ufficialmente in Giappone. Il 1º aprile, i Seventeen sono diventati il primo gruppo idol ad avere una seconda stagione dello show One Fine Day dopo aver girato la serie durante il loro soggiorno in Giappone. La seconda stagione è stata intitolata One Fine Day in Giappone ed è stata creata in collaborazione tra l'emittente sudcoreana MBC e il network giapponese Music On! TV.
Il quarto EP dei Seventeen, Al1, è stato pubblicato il 22 maggio 2017. Hanno raggiunto la prima posizione in Corea e hanno venduto oltre 330.000 copie entro la fine dell'anno.
Il gruppo ha completato il suo primo tour mondiale, il 2017 Seventeen 1st World Tour "Diamond Edge", durante il quale ha visitato tredici città in Asia e Nord America, il 6 ottobre. Il 6 novembre, il gruppo ha pubblicato il suo secondo album Teen, Age.
I Seventeen hanno pubblicato un album speciale il 5 febbraio 2018, intitolato Director’s Cut. Anche se Director’s Cut conteneva tutte le tracce del precedente album Teen, Age, è stato promosso come album speciale invece di uno riconfezionato a causa della presenza di quattro nuove tracce, tra cui il singolo "Thanks". Cinque giorni dopo, la rivista Time ha incluso i Seventeen nella sua lista dei sei migliori gruppi k-pop da conoscere.
I Seventeen hanno debuttato ufficialmente in Giappone il 30 maggio con il loro primo mini-album giapponese We Make You. I Seventeen hanno pubblicato il loro quinto EP You Make My Day il 16 luglio. You Make My Day è stata la loro prima pubblicazione ad essere premiata con lo status di platino. Le promozioni per questo album hanno avuto luogo tra i concerti Ideal Cut a Seoul e in concerti in programma in altri paesi dell'Asia.

### 2019: Successo mondiale, riconoscimento internazionale eSemicolon
I Seventeen pubblicano il loro sesto EP You Made My Dawn il 21 gennaio 2019. Il brano apripista "Home" diviene una pubblicazione molto popolare, vincendo dieci trofei nei programmi musicali settimanali (Music Bank, Music Core, Inkigayo, Show Champion, MCountdown). L'EP ottiene due corone triple che consistono in tre vittorie consecutive su uno degli show musicali settimanali, e anche un grande slam che consiste in più trofei in conseguenza su Music Bank, Inkigayo, M Countdown, Show! Music Core e Show Champion in un unico periodo di promozione.
Il 29 maggio, i Seventeen pubblicano il loro primo singolo giapponese "Happy Ending", che raggiunge la prima posizione nella Oricon Daily Singles Chart e riceve lo status di disco di platino da RIAJ. Il 24 giugno, i Seventeen annunciano il loro tour mondiale 'Ode To You' con tappe in Asia, Nord America ed Europa. L'ultima tappa di questo tour è stata successivamente annullata, presumibilmente a causa della pandemia di COVID-19 nel 2020.
I Seventeen pubblicano il singolo digitale "Hit" il 5 agosto come estratto del loro terzo album in studio, An Ode. Dopo la sua uscita, il 16 settembre, l'album vende 700.000 copie nella sua prima settimana, e concede il primo Daesang, o gran premio, del gruppo come 'Album dell'anno'. Viene anche acclamato dalla critica come il miglior album k-pop dell'anno da Billboard.

### 2020-2021:Heng:garæ,SemicoloneYour Choice
Il 1º aprile 2020, i Seventeen pubblicano il loro secondo singolo giapponese "Fallin' Flower", che prende il primo posto nella Oricon Daily Singles Chart e vende più di 400.000 copie nella prima settimana, assicurandosi la prima posizione nella Japan Hot 100 Chart di Billboard. Il 13 maggio, i Seventeen pubblicano la prima puntata di "Hit The Road", una serie documentaria pubblicata sul loro canale YouTube. Il documentario segue il gruppo dietro le quinte del loro tour "Ode to You".
Il 22 giugno, i Seventeen pubblicano il loro settimo EP Heng:garæ. Heng:garæ ha venduto 1.000.000 di copie in meno di una settimana, rendendoli 'milioni seller' ufficiali e concedendo loro le certificazioni da entrambe le classifiche di Hanteo e Gaon. L'album si è anche posizionato bene a livello globale, con una prima posizione in 27 classifiche iTunes Top Albums in tutto il mondo. Il 7 luglio, Heng:garæ raggiunge la prima posizione sulla Oricon Weekly Album Chart. I Seventeen diventano i primi artisti maschili stranieri in 12 anni a farlo, superando il precedente record stabilito dai Backstreet Boys.
Il 9 settembre, i Seventeen pubblicano il loro secondo EP giapponese 24H. Con l'EP, i Seventeen sono il terzo gruppo sudcoreano a raggiungere la prima posizione nella classifica nipponica Oricon Weekly Album Chart con quattro album consecutivi, un'impresa che fu raggiunta l'ultima volta nel 1977 dalla band pop rock scozzese Bay City Rollers. Il 9 ottobre, 24H ottiene la certificazione di platino da RIAJ per aver venduto più di 250.000 copie.
Il 19 ottobre, i Seventeen pubblicano il loro secondo album speciale Semicolon con il singolo "Home;Run". L'album ha fatto subito notizia, prima ancora della sua uscita, grazie al milione di copie vendute solo in pre-ordine, diventando il secondo album del gruppo a raggiungere il milione di marchi.
Il 21 aprile 2021, i Seventeen pubblicano il loro terzo singolo giapponese "Not Alone".
Il 18 giugno 2021 il gruppo pubblica il suo ottavo EP Your Choice. In occasione del progetto, prima dell'EP i Seventeen pubblicano un singolo digitale come subunità, con Wonwoo e Mingyu, intitolato "Bittersweet (feat. Lee Hi)" il 28 maggio.
Il 19 luglio 2021 tutti i 13 membri dei Seventeen hanno rinnovato il contratto con la loro etichetta "Pledis Entertainment", prolungando la loro carriera musicale.
Con l'uscita del loro nono mini album intitolato 'ATTACCA' annunciano le due date del concerto in onore del percorso creato con le uscite dei due mini album, intitolato così 'Power of Love' Concert per novembre 2021. Al concerto sono mancati Jun e The8 per le loro attività in Cina. Durante le promotion del loro ultimo album, i ragazzi vengono chiamati per una performance speciale da MTV PUSH Unplugged diventando il primo artista gruppo KPOP a performare nel canale internazionale con una propria canzone 'Rock With You' (title track di ATTACCA).

### 2022-presente:Face The Sun,Sector17eBeTheSun World Tour
A febbraio 2022 viene annunciata la prossima pubblicazione musicale del gruppo, si parla di una canzone tutta in inglese, la prima in cui parteciparono tutti i componenti del gruppo. A Marzo viene annunciato un brevissimo hiatus del membro Wonwoo (per ragioni familiari importanti), perciò non partecipò alle promotion della nuova canzone 'Darl+ing'.
Dopo le promotion venne annunciato un fan meeting offline in Giappone, il 25 e 26 Marzo i SEVENTEEN si recarono in Giappone per fare il CARATLAND 2022 dove venne poi anticipato un possibile World Tour. Venne annunciata così la preparazione di un album intero, il quarto album completo intitolato FaceTheSun comprendente anche l'ultima canzone uscita.
Il 27 Maggio venne pubblicato 'FaceTheSun' l'album, durante le attività di comeback, venne annunciato il World Tour chiamato BeTheSun comprendente, per ora, tappe in Asia e negli USA.
A fine Giugno annunciano il repackage dell'ultimo album chiamandolo Sector17.
Ad aprile 2023 esce l'EP FML, contenente due title track F*ck My Life e Super

## Formazione
Il gruppo, che è costituito da tredici membri, è diviso in tre unità, o "team": Hip Hop Team, Vocal Team e Performance Team. Ognuno di questi è specializzato in un determinato ambito, rispettivamente rap, canto e danza.

### Hip Hop Team
- S.Coups (에스쿱스)  – leader, leader Hip Hop Team, rap (2015-in attività)
- Wonwoo (원우) – rap, voce (2015-in attività)
- Mingyu (민규) – rap, voce (2015-in attività)
- Vernon (버논) – rap, voce (2015-in attività)

### Vocal Team
- Woozi (우지) – Leader Vocal Team, voce, produttore (2015-in attività)
- Jeong-han (정한) – voce (2015-in attività)
- Joshua (저슈아) – voce (2015-in attività)
- DK/Dokyeom (도겸) – voce (2015-in attività)
- Seungkwan (승관) – voce (2015-in attività)

### Performance Team
- Hoshi (호시) – Leader Performance Team, voce, rap, danza (2015-in attività)
- Jun (준) – voce, danza (2015-in attività)
- The8 (디에잇) – voce, rap, danza (2015-in attività)
- Dino (디노) – voce, rap, danza (2015-in attività)

## Discografia

### Album in studio
- 2016 – Love & Letter
- 2017 – Teen, Age
- 2019 – An Ode
- 2022 – Face the Sun
- 2023 – Seventeenth Heaven
- 2024 – 17 Is Right Here

### EP
- 2015 – 17 Carat
- 2015 – Boys Be
- 2016 – Going Seventeen
- 2017 – Al1
- 2017 – Director's Cut
- 2018 – We Make You
- 2018 – You Make My Day
- 2019 – You Made My Dawn
- 2019 – Happy Ending
- 2020 – Fallin' Flower
- 2020 – Heng:garae
- 2020 – 24H
- 2020 – Semicolon
- 2021 – Hitori janai (Not alone)
- 2021 – Your Choice
- 2021 – Attacca
- 2023 – FML

### Raccolte
- 2016 – 17 Hits
- 2023 – Always Yours

### Collaborazioni
- 2015 – Q&A (S.Coups, Woozi e Vernon con Ailee)
- 2016 – Chocolate (Woozi, Jeonghan, Joshua, DK e Seungkwan con Yoon Jong-shin)
- 2020 – 17 (Joshua e DK con Pink Sweats)
- 2021 – Bittersweet (Wonwoo e Mingyu con Lee Hi)
- 2022 – Beg For You (Vernon con Charlie XCX, A. G. Cook, Rina Sawayama)

### Colonne sonore
- 2016 – Sickness (Vernon ft. Eunwoo delle Pristin) (per il webtoon Love Resolution)
- 2018 – Kind of Love (Seungkwan per Mother)
- 2018 – Missed Connections (DK per Tempted)
- 2018 – A-Teen (Joshua, Hoshi, Woozi, Vernon, Dino per il web drama A-Teen)
- 2019 – 9teen (per la seconda stagione di A-teen)
- 2019 – Sweetest Thing (Joshua, Wonwoo, DK, Seungkwan, Dino per Chocolate)
- 2020 – Smile Flower jap. ver (ABAMA TV)
- 2020 – GO (Seungkwan per Record of Youth)
- 2022 – Go! (DK per Twenty-five Twenty One)
- 2022 – Pit Pat (Seungkwan per Eat, Love, Kill)

## Videografia
- 2015 – Shining Diamond
- 2015 – Adore U
- 2015 – Mansae
- 2015 – Q&A
- 2016 – Chocolate
- 2016 – Pretty U
- 2016 – Love Letter
- 2016 – Very Nice
- 2016 – Healing
- 2016 – Check-In
- 2016 – Boom Boom
- 2017 – Highlight
- 2017 – Smile Flower
- 2017 – Don't Wanna Cry
- 2017 – My I
- 2017 – Change Up
- 2017 – Trauma
- 2017 – Lilili Yabbay (13th Month Dance)
- 2017 – Pinwheel
- 2017 – Clap
- 2018 – Thanks
- 2018 – Call Call Call
- 2018 – Oh My!
- 2018 – Holiday
- 2018 – Getting Closer
- 2019 – Home
- 2019 – Happy Ending
- 2019 – Hit
- 2019 – Fear
- 2020 – Fallin' Flower
- 2020 – Snap Shoot
- 2020 – My My
- 2020 – Left & Right
- 2020 – 24H
- 2020 – Home;Run
- 2021 – Hitori janai (Not alone)
- 2021 – All my love
- 2021 – Ready to love
- 2021 – Anyone
- 2022 – Darl+ing
- 2022 – Hot
- 2022 – _World
- 2022 – Dream
- 2023 – Super
- 2023 – F*ck my life
- 2023 – God of Music
- 2024 – Maestro

## Tournée
- 2016 – Seventeen 1st Asia Tour 2016 Shining Diamonds
- 2017 – Seventeen 1st World Tour Diamond Edge
- 2018 – Ideal Cut
- 2019/20 – Ode to You
- 2021 – In-Complete
- 2021 – Power of Love
- 2022 – Be the Sun

## Riconoscimenti
I Seventeen hanno guadagnato tre premi rookie nel loro anno di debutto, e da allora hanno guadagnato sei 'bonsangs', che sono premi principali, e un 'Daesang' o gran premio. Hanno anche ottenuto diversi premi per coreografia e performance di danza.
Il 28 ottobre 2020, i Seventeen sono stati premiati con il Premier's Commendation dal Primo Ministro della Corea del Sud per il loro contributo allo sviluppo della cultura e delle arti pop contemporanee della Corea del Sud.
Il 29 aprile 2021, i Seventeen ricevono una nomination ai Billboard Music Awards (2021) insieme ad altri artisti di fama nel settore musicale.